# Димитър Дочев
Димитър Антонов Дочев е български шахматист с ЕЛО 2402 (август 2013), международен майстор.
Шампион за юноши младша възраст през 1985 г. 12-19 място на свтовното първенство за юноши и девойки (до 16 г.) в Сингапур през 1990 г.
Играе за шахматен клуб „Шумен 2005“.